# Stephen Malcolm
Stephen Malcolm (ur. 2 maja 1970, zm. 28 stycznia 2001 na drodze koło Falmouth) – jamajski piłkarz grający na pozycji środkowego obrońcy lub defensywnego pomocnika.

## Kariera klubowa
Całą piłkarską karierę Malcolm spędził w zespole Seba United FC z miasta Montego Bay. W 1988 roku zadebiutował w jego barwach w Jamaican National Premier League. Swój pierwszy sukces w karierze osiągnął w 1992 roku, kiedy z Seba United sięgnął po pierwszy w historii klubu Puchar Jamajki. Z kolei w 1997 roku został jedyny raz w karierze mistrzem kraju. Dotarł także do finału CFU Club Championship, w którym zawodnicy Seba United przegrali 1:2 z United Petrotrin z Trynidadu i Tobago.
28 stycznia 2001 roku Malcolm zginął w wypadku samochodowym, kilka godzin po meczu reprezentacji Jamajki z Bułgarią. Niedaleko miasta Falmouth w samochodzie Malcolma eksplodowała opona, a pojazd uderzył w barierki i przekoziołkował. Stephen zginął na miejscu, a partner z reprezentacji Theodore Whitmore doznał mniejszych obrażeń. 3 lata wcześniej, w 1998 roku Malcolm z Whitmore'm także uczestniczyli w wypadku drogowym, a ucierpiał w nim inny reprezentant kraju, Durrant Brown.

## Kariera reprezentacyjna
W 1998 roku Malcolm został powołany przez selekcjonera René Simõesa do reprezentacji Jamajki na Mistrzostwa Świata we Francji. Tam zagrał we dwóch spotkaniach: przegranym 1:3 z Chorwacją oraz wygranym 2:1 z Japonią. Do 2001 roku rozegrał w kadrze narodowej 68 spotkań, w których strzelił 3 gole.